# Baliesthoides
Baliesthoides is een kevergeslacht uit de familie van de boktorren (Cerambycidae). De wetenschappelijke naam van het geslacht werd voor het eerst geldig gepubliceerd in 1958 door Breuning.

## Soorten
Baliesthoides is monotypisch en omvat slechts de volgende soort:
- Baliesthoides guttipennis Breuning, 1958